# Steve Reeves
Stephen Lester Reeves, detto Steve (Glasgow, 21 gennaio 1926 – Escondido, 1º maggio 2000), è stato un attore e culturista statunitense.

## Biografia
Steve Reeves nacque a Glasgow, nel Montana, il 21 gennaio 1926. Suo padre Lester, coltivatore, morì in un incidente prima che il figlio compisse due anni. A 10 anni Steve si trasferì insieme alla madre ad Oakland, in California, dove trovò una prima occupazione nella consegna dei giornali a bordo della sua bicicletta, con la quale si allenava percorrendo ripide salite.
Nella lotta Reeves era superiore ai suoi coetanei, ma un giorno fu sconfitto da un ragazzo più piccolo di lui; stupito, decise di seguirlo e scoprì che questi si allenava con i pesi nel proprio cortile. Intraprese anch'egli questo sport, sporadicamente. Il caso volle che ad Oakland vivesse Ed Yarick, che allestì un'eccellente palestra di bodybuilding. Reeves si pose sotto la sua ala e ottenne eccezionali risultati.
Durante la seconda guerra mondiale, Reeves fu arruolato nell'esercito statunitense e partì per le  Filippine. Tornato a casa nel 1946, riprese ad allenarsi con Yarick e intensificò i suoi allenamenti, vincendo competizioni  nel 1946 e nel 1947. Nel 1947 vinse il titolo di Mr. America, trampolino per il cinema.

### Il successo a Cinecittà
L'occasione d'oro arrivò nel 1958 quando il regista Pietro Francisci gli affidò la parte di Ercole nel film Le fatiche di Ercole. Reeves diventò il divo assoluto del peplum italiano, con film come Ercole e la regina di Lidia, Romolo e Remo, La leggenda di Enea, Gli ultimi giorni di Pompei, La guerra di Troia, dove spesso dimostrò inaspettate qualità di interprete. All'apice della sua carriera fu l'attore più pagato d'Europa. Reeves girò il suo ultimo film nel 1968, prima di tornare negli Stati Uniti.

### Gli ultimi anni
Reeves s'impegnò contro il doping, diffusissimo nel campo del body building, e si occupò di allevamento di cavalli. Trascorse gli ultimi venti anni a Valley Center, in California, vicino a Escondido, in un ranch insieme alla sua seconda moglie Aline, fino alla morte di lei nel 1989. Il 1º maggio del 2000 Steve Reeves, ricoverato al Palomar Hospital di Escondido, morì di linfoma.

## Filmografia parziale

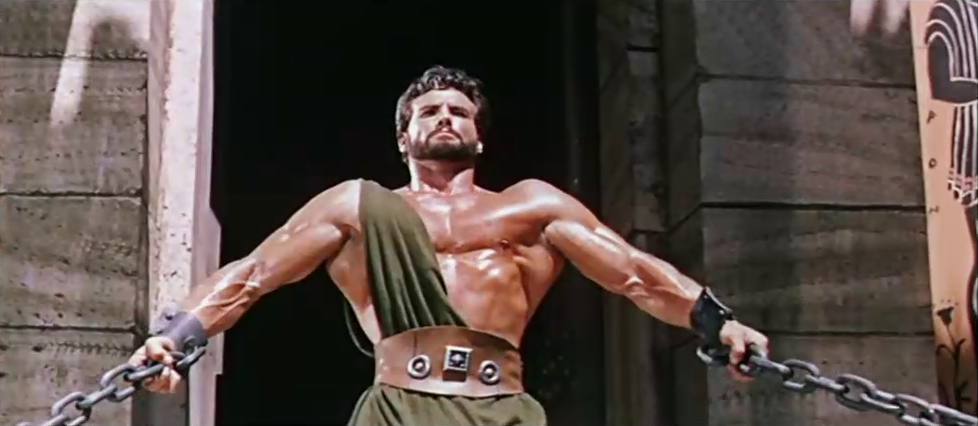
Steve Reeves è Ercole in Le fatiche di Ercole (1958)

Con Chelo Alonso in Morgan il pirata (1960)

### Cinema
- Kimbar of the Jungle, regia di Robert Tansey (1949)
- Athena e le 7 sorelle (Athena), regia di Richard Thorpe (1954)
- Jail Bait, regia di Ed Wood (1954)
- Le fatiche di Ercole, regia di Pietro Francisci (1958)
- Agi Murad, il diavolo bianco, regia di Riccardo Freda (1959)
- Ercole e la regina di Lidia, regia di Pietro Francisci (1959)
- Gli ultimi giorni di Pompei, regia di Mario Bonnard (1959)
- Il terrore dei barbari, regia di Carlo Campogalliani (1959)
- La battaglia di Maratona, regia di Jacques Tourneur (1959)
- Morgan il pirata, regia di André De Toth e Primo Zeglio (1960)
- Il ladro di Bagdad, regia di Arthur Lubin, Bruno Vailati (1961)
- La guerra di Troia, regia di Giorgio Ferroni (1961)
- Romolo e Remo, regia di Sergio Corbucci (1961)
- Il giorno più corto, regia di Sergio Corbucci (1962)
- La leggenda di Enea, regia di Giorgio Venturini (1962)
- Il figlio di Spartacus, regia di Sergio Corbucci (1962)
- Sandokan, la tigre di Mompracem, regia di Umberto Lenzi (1963)
- I pirati della Malesia, regia di Umberto Lenzi (1964)
- Vivo per la tua morte, regia di Camillo Bazzoni (1968) - anche sceneggiatore

### Televisione
- Topper – serie TV, episodio 1x05 (1953)

## Doppiatori italiani
- Emilio Cigoli in Le fatiche di Ercole, Ercole e la regina di Lidia, Agi Murad, il diavolo bianco, Il terrore dei barbari, Gli ultimi giorni di Pompei, La guerra di Troia, Sandokan, la tigre di Mompracem
- Giuseppe Rinaldi in La battaglia di Maratona, Morgan il pirata, Il ladro di Bagdad, La leggenda di Enea, I pirati della Malesia
- Pino Locchi in Romolo e Remo, Il figlio di Spartacus, Vivo per la tua morte

## Curiosità
- Il suo nome viene citato più volte nel musical The Rocky Horror Picture Show.